# Valerian von Schoeffer
Valerian von Schoeffer (russisch Валериан Александрович Шеффер; * 9. Oktoberjul. / 21. Oktober 1862greg. in Kiew, heute in der Ukraine; † 18. Apriljul. / 1. Mai 1900greg. in Sankt Petersburg) war ein russischer Althistoriker.
Valerian von Schoeffer, der Sohn des Physiologieprofessors Alexander von Schoeffer, studierte an den Universitäten Kiew und Dorpat (1884–1886) Klassische Philologie und Geschichte. Von 1886 bis 1889 studierte er an der Berliner Universität, wo er sich besonders an den Philologen und Archäologen Carl Robert und an den Historiker und Epigraphiker Ulrich Köhler anschloss. 1889 wurde er mit der Dissertation De Deli insulae rebus zum Dr. phil. promoviert.
Nach seiner Promotion ging Schoeffer an die Universität Moskau, wo er die Lehrberechtigung im Fach Klassische Philologie erwarb. 1891 wiederholte er seine Promotion und wurde daraufhin am 28. Juni 1892 außerordentlicher Professor der Klassischen Philologie und Direktor des Seminars für Klassische Philologie. Am 3. Februar 1897 wurde er zum ordentlichen Professor ernannt. Er starb nach kurzer Krankheit am 1. Mai 1900.
Schoeffers Forschungsarbeit konzentrierte sich auf die griechische Chronologie, Verfassung und Staatsverwaltung. Bereits seine Berliner Dissertation wurde von der Fachwelt hoch gelobt. Er verfasste zahlreiche Artikel für Paulys Realencyclopädie der classischen Altertumswissenschaft, unter anderem über das Archontat, die Stellung des Basileus, die Demenordnung sowie die Demokratie.

## Schriften (Auswahl)
- De Deli insulae rebus. In: Berliner Studien für classische Philologie und Archaeologie. Band 9 (1889), S. 1–245 (Dissertation)
- Афинское гражданство и народное собрание. Moskau 1891